# 南京市宁海中学
南京市宁海中学位于中国江苏省南京市鼓楼区，是江苏省四星级高中、国家级示范高中。学校共有两个校区，校本部位于宁海路39号，初中部（南京市宁海中学分校）位于港龙园1号。

## 历史
宁海中学成立于1912年，其前身是建于1890年（光绪16年）的文正书院，在一百多年来校名曾变更过多次，分别为“江苏省立第四师范学校”、“江苏省立南京中学”、“南京市师范学校”和“南京宁海中学”等。南京市宁海中学六十年代是江苏省18所示范中学之一；1997年被重新命名为江苏省重点中学，1998年通过江苏省国家级示范高中的评估验收。